# Centro para el Desarrollo Tecnológico Industrial
Centro para el Desarrollo Tecnológico Industrial, kurz CDTI, koordiniert in Spanien die Forschungsförderung für Technologieunternehmen. 1977 gegründet, handelt sie im Auftrag des spanischen Ministeriums für Wissenschaft und Technologie. CDTI unterstützt spanische Unternehmen bei der Teilnahme an europäischen Programmen, beispielsweise dem Forschungsrahmenprogramm der europäischen Kommission, den Programmen der ESA, ESRF oder CERN.
Vergleichbare Einrichtungen in anderen Ländern sind die Forschungsförderungsgesellschaft in Österreich oder das Staatssekretariat für Bildung und Forschung in der Schweiz, das unmittelbar dem Ministerium zugeordnet ist.